# 2012–2013-as Európa-liga (csoportkör)
A 2012–2013-as Európa-liga csoportkörének mérkőzéseit 2012. szeptember 20. és december 7. között játszották le.
A csoportkörben a címvédő, a rangsor szerinti első hat ország kupagyőztes csapata, valamint a 2012–2013-as Európa-liga selejtezőjéből a rájátszás 31 győztes csapata, és a 2012–2013-as UEFA-bajnokok ligája selejtezőjéből a rájátszás 10 vesztes csapata vett részt.
Tizenkét, egyaránt négycsapatos csoportot képeztek. A csoportokban a csapatok körmérkőzéses, oda-visszavágós rendszerben mérkőztek meg egymással. A csoportok első két helyen végző csapat az egyenes kieséses szakaszba jutott, a harmadik és negyedik helyezettek kiestek.

## Fordulók és időpontok
| Forduló        | Sorsolás dátuma              | Mérkőzésnapok        |
| -------------- | ---------------------------- | -------------------- |
| 1. mérkőzésnap | 2012. augusztus 31. (Monaco) | 2012. szeptember 20. |
| 2. mérkőzésnap | 2012. augusztus 31. (Monaco) | 2012. október 4.     |
| 3. mérkőzésnap | 2012. augusztus 31. (Monaco) | 2012. október 25.    |
| 4. mérkőzésnap | 2012. augusztus 31. (Monaco) | 2012. november 8.    |
| 5. mérkőzésnap | 2012. augusztus 31. (Monaco) | 2012. november 22.   |
| 6. mérkőzésnap | 2012. augusztus 31. (Monaco) | 2012. december 6.    |

## Sorsolás
A csoportkörben a címvédő, a rangsor szerinti első hat ország kupagyőztes csapata, a rájátszásból továbbjutó 31 csapat, valamint az UEFA-bajnokok ligája rájátszásából búcsúzó 10 csapat vett részt.
A csoportkörben 12, egyaránt négycsapatos csoportot képeztek. A csoportokban a csapatok körmérkőzéses, oda-visszavágós rendszerben mérkőztek meg egymással. A csoportok első két helyén végző csapata az egyenes kieséses szakaszba jutott, a harmadik és negyedik helyezettek kiestek. A csoportokat 2012. augusztus 31-én sorsolták Monacóban.
| Csapat                  | Együttható | Kalap |
| ----------------------- | ---------- | ----- |
| Atlético de Madrid (CV) | 100,837    | 1     |
| Internazionale          | 104,996    | 1     |
| Olympique Lyonnais      | 94,835     | 1     |
| Liverpool FC            | 90,882     | 1     |
| Olympique de Marseille  | 85,835     | 1     |
| Sporting CP             | 82,069     | 1     |
| PSV Eindhoven           | 76,103     | 1     |
| Tottenham Hotspur       | 66,882     | 1     |
| Bayer Leverkusen        | 60,037     | 1     |
| Girondins de Bordeaux   | 58,835     | 1     |
| Twente                  | 57,103     | 1     |
| VfB Stuttgart           | 55,037     | 1     |
| FC Basel (B)            | 53,360     | 2     |
| Metaliszt Harkiv        | 52,526     | 2     |
| Panathinaikósz (NB)     | 50,920     | 2     |
| Athletic Bilbao         | 47,837     | 2     |
| FC København (NB)       | 46,505     | 2     |
| Fenerbahçe (NB)         | 41,615     | 2     |
| Rubin Kazany            | 40,566     | 2     |
| SSC Napoli              | 39,996     | 2     |
| Udinese Calcio (NB)     | 38,996     | 2     |
| Club Brugge             | 35,480     | 2     |
| Hapóél Tel-Aviv         | 31,400     | 2     |
| Hannover 96             | 31,037     | 2     |

| Csapat                        | Együttható | Kalap |
| ----------------------------- | ---------- | ----- |
| Lazio                         | 29,996     | 3     |
| Steaua București              | 26,764     | 3     |
| Sparta Praha                  | 25,570     | 3     |
| Rosenborg                     | 20,935     | 3     |
| Newcastle United              | 16,882     | 3     |
| Young Boys                    | 16,860     | 3     |
| Levante                       | 16,837     | 3     |
| KRC Genk                      | 16,480     | 3     |
| Borussia Mönchengladbach (NB) | 15,037     | 3     |
| Partizan                      | 14,350     | 3     |
| Viktoria Plzeň                | 14,070     | 3     |
| Dnyipro Dnyipropetrovszk      | 14,026     | 3     |
| Helsingborgs IF (B)           | 12,680     | 4     |
| Marítimo                      | 12,569     | 4     |
| Rapid Wien                    | 12,265     | 4     |
| Académica de Coimbra          | 11,069     | 4     |
| Anzsi Mahacskala              | 9,566      | 4     |
| NK Maribor (B)                | 6,424      | 4     |
| AIK                           | 5,680      | 4     |
| AÉ Lemeszú (B)                | 5,099      | 4     |
| Íróní Kirjat Smóná (B)        | 4,400      | 4     |
| Molde FK                      | 3,935      | 4     |
| Videoton                      | 3,450      | 4     |
| Neftçi                        | 2,241      | 4     |

## Csoportok
A 12, egyaránt négycsapatos csoportban körmérkőzéses, oda-visszavágós rendszerben mérkőztek meg a csapatok egymással. A csoportok első két helyén végzett csapatok jutottak az egyenes kieséses szakaszba.

### Sorrend meghatározása
Az UEFA versenyszabályzata alapján, ha két vagy több csapat a csoportmérkőzések után azonos pontszámmal állt, az alábbiak alapján kellett meghatározni a sorrendet:
1. az azonosan álló csapatok mérkőzésein szerzett több pont
2. az azonosan álló csapatok mérkőzésein elért jobb gólkülönbség
3. az azonosan álló csapatok mérkőzésein idegenben szerzett több gól
4. az összes mérkőzésen elért jobb gólkülönbség
5. az összes mérkőzésen szerzett több gól
6. az azonosan álló csapatok és nemzeti szövetségük jobb UEFA-együtthatója az elmúlt öt évben

| Színmagyarázat                                                          |
| ----------------------------------------------------------------------- |
| A csoportok első két helyezettje bejutott az egyenes kieséses szakaszba |
| A csoportok harmadik és negyedik helyezettjei kiestek.                  |

Minden időpont közép-európai idő/közép-európai nyári idő szerint van feltüntetve.

### A csoport
| Csapat           | M | Gy | D | V | G+ | G– | Gk | P  |
| ---------------- | - | -- | - | - | -- | -- | -- | -- |
| Liverpool FC     | 6 | 3  | 1 | 2 | 11 | 9  | +2 | 10 |
| Anzsi Mahacskala | 6 | 3  | 1 | 2 | 7  | 5  | +2 | 10 |
| Young Boys       | 6 | 3  | 1 | 2 | 14 | 13 | +1 | 10 |
| Udinese Calcio   | 6 | 1  | 1 | 4 | 7  | 12 | –5 | 4  |

|                  | LIV | UDI | YOU | MAH |
| ---------------- | --- | --- | --- | --- |
| Liverpool FC     |     | 2–3 | 2–2 | 1–0 |
| Udinese Calcio   | 0–1 |     | 2–3 | 1–1 |
| Young Boys       | 3–5 | 3–1 |     | 3–1 |
| Anzsi Mahacskala | 1–0 | 2–0 | 2–0 |     |

| 2012. szeptember 20. 19:00 |

| Young Boys                       | 3–5               | Liverpool FC                                           |
| -------------------------------- | ----------------- | ------------------------------------------------------ |
| Nuzzolo 38' Ojala 53' Zarate 63' | (1–2) Jegyzőkönyv | Ojala 4' (öngól) Wisdom 40' Coates 67' Shelvey 76' 88' |

| Stade de Suisse, Bern Játékvezető: Michael Koukoulakis (görög) |

| 2012. szeptember 20. 19:00 |

| Udinese Calcio  | 1–1               | Anzsi Mahacskala |
| --------------- | ----------------- | ---------------- |
| Di Natale 90+2' | (0–1) Jegyzőkönyv | Traoré 45'       |

| Friuli Stadion, Udine Játékvezető: Hüseyin Göçek (török) |

| 2012. október 4. 18:00 |

| Anzsi Mahacskala         | 2–0               | Young Boys |
| ------------------------ | ----------------- | ---------- |
| Eto’o 62' 90' (11-esből) | (0–0) Jegyzőkönyv |            |

| Lokomotyiv Stadion, Moszkva1 Játékvezető: Felix Zwayer (német) |

| 2012. október 4. 21:05 |

| Liverpool FC           | 2–3               | Udinese Calcio                                |
| ---------------------- | ----------------- | --------------------------------------------- |
| Shelvey 23' Suárez 75' | (1–0) Jegyzőkönyv | Di Natale 46' Coates 71' (öngól) Pasquale 72' |

| Anfield, Liverpool Játékvezető: Stefan Johannesson (svéd) |

| 2012. október 25. 21:05 |

| Liverpool FC | 1–0               | Anzsi Mahacskala |
| ------------ | ----------------- | ---------------- |
| Downing 53'  | (0–0) Jegyzőkönyv |                  |

| Anfield, Liverpool Játékvezető: Bas Nijhuis (holland) |

| 2012. október 25. 21:05 |

| Young Boys                      | 3–1               | Udinese Calcio |
| ------------------------------- | ----------------- | -------------- |
| Bobadilla 4' 71' 81' (11-esből) | (1–0) Jegyzőkönyv | Coda 74'       |

| Stade de Suisse, Bern Játékvezető: Clément Turpin (francia) |

| 2012. november 8. 18:00 |

| Anzsi Mahacskala | 1–0               | Liverpool FC |
| ---------------- | ----------------- | ------------ |
| Traoré 45+1'     | (1–0) Jegyzőkönyv |              |

| Lokomotyiv Stadion, Moszkva1 Játékvezető: David Fernández Borbalán (spanyol) |

| 2012. november 8. 19:00 |

| Udinese Calcio             | 2–3               | Young Boys                             |
| -------------------------- | ----------------- | -------------------------------------- |
| Di Natale 47' Fabbrini 83' | (0–1) Jegyzőkönyv | Bobadilla 27' Farnerud 65' Nuzzolo 73' |

| Friuli Stadion, Udine Játékvezető: Kristo Tohver (észt) |

| 2012. november 22. 18:00 |

| Anzsi Mahacskala    | 2–0               | Udinese Calcio |
| ------------------- | ----------------- | -------------- |
| Samba 72' Eto’o 75' | (0–0) Jegyzőkönyv |                |

| Lokomotyiv Stadion, Moszkva1 Játékvezető: Serge Gumienny (belga) |

| 2012. november 22. 21:05 |

| Liverpool FC         | 2–2               | Young Boys                 |
| -------------------- | ----------------- | -------------------------- |
| Shelvey 33' Cole 72' | (1–0) Jegyzőkönyv | Bobadilla 52' Zverotić 88' |

| Anfield, Liverpool Játékvezető: Alon Yefet (izraeli) |

| 2012. december 6. 19:00 |

| Young Boys                           | 3–1   | Anzsi Mahacskala |
| ------------------------------------ | ----- | ---------------- |
| Zárate 38' Costanzo 52' González 90' | (1–1) | Ahmedov 45+2'    |

| Stade de Suisse, Bern Játékvezető: Matej Jug (szlovén) |

| 2012. december 6. 19:00 |

| Udinese Calcio | 0–1   | Liverpool FC  |
| -------------- | ----- | ------------- |
|                | (0–1) | Henderson 23' |

| Friuli Stadion, Udine Játékvezető: Duarte Gomes (portugál) |

Jegyzet
- 1. Az Anzsi Mahacskala a hazai mérkőzéseit a mahacskalai Gyinamo Stadion helyett Moszkvában, a Lokomotyiv Stadionban játszotta.

### B csoport
| Csapat             | M | Gy | D | V | G+ | G– | Gk | P  |
| ------------------ | - | -- | - | - | -- | -- | -- | -- |
| Viktoria Plzeň     | 6 | 4  | 1 | 1 | 11 | 4  | +7 | 13 |
| Atlético de Madrid | 6 | 4  | 0 | 2 | 7  | 4  | +3 | 12 |
| Académica          | 6 | 1  | 2 | 3 | 6  | 9  | –3 | 5  |
| Hapóél Tel-Aviv    | 6 | 1  | 1 | 4 | 4  | 11 | –7 | 4  |

|                      | ATM | HAP | PLZ | ACA |
| -------------------- | --- | --- | --- | --- |
| Atlético de Madrid   |     | 1–0 | 1–0 | 2–1 |
| Hapóél Tel-Aviv      | 0–3 |     | 1–2 | 2–0 |
| Viktoria Plzeň       | 1–0 | 4–0 |     | 3–1 |
| Académica de Coimbra | 2–0 | 1–1 | 1–1 |     |

| 2012. szeptember 20. 19:00 |

| Hapóél Tel-Aviv | 0–3               | Atlético de Madrid                 |
| --------------- | ----------------- | ---------------------------------- |
|                 | (0–2) Jegyzőkönyv | Rodríguez 37' Costa 40' García 63' |

| Bloomfield Stadion, Tel-Aviv Játékvezető: Pol van Boekel (holland) |

| 2012. szeptember 20. 19:00 |

| Viktoria Plzeň                     | 3–1               | Académica de Coimbra |
| ---------------------------------- | ----------------- | -------------------- |
| Horváth 47' Duris 58' Rajtoral 80' | (0–1) Jegyzőkönyv | Eduardo 19'          |

| Stadion města Plzně, Plzeň Játékvezető: Hannes Kaasik (észt) |

| 2012. október 4. 21:05 |

| Académica de Coimbra | 1–1               | Hapóél Tel-Aviv |
| -------------------- | ----------------- | --------------- |
| Cissé 47'            | (0–0) Jegyzőkönyv | Damari 90+1'    |

| Estádio Cidade de Coimbra, Coimbra Játékvezető: Stephan Studer (svájci) |

| 2012. október 4. 21:05 |

| Atlético de Madrid | 1–0               | Viktoria Plzeň |
| ------------------ | ----------------- | -------------- |
| C. Rodríguez 90+3' | (0–0) Jegyzőkönyv |                |

| Vicente Calderón Stadion, Madrid Játékvezető: Antony Gautier (francia) |

| 2012. október 25. 21:05 |

| Atlético de Madrid | 2–1               | Académica de Coimbra |
| ------------------ | ----------------- | -------------------- |
| Costa 48' Emre 67' | (0–0) Jegyzőkönyv | Cissé 85'            |

| Vicente Calderón Stadion, Madrid Játékvezető: Bobby Madden (skót) |

| 2012. október 25. 21:05 |

| Hapóél Tel-Aviv | 1–2               | Viktoria Plzeň             |
| --------------- | ----------------- | -------------------------- |
| Maman 19'       | (1–1) Jegyzőkönyv | Horváth 45+1' Rajtoral 55' |

| Bloomfield Stadion, Tel-Aviv Játékvezető: Felix Zwayer (német) |

| 2012. november 8. 19:00 |

| Académica de Coimbra          | 2–0               | Atlético de Madrid |
| ----------------------------- | ----------------- | ------------------ |
| W. Eduardo 28' 70' (11-esből) | (1–0) Jegyzőkönyv |                    |

| Estádio Cidade de Coimbra, Coimbra Játékvezető: Lee Probert (angol) |

| 2012. november 8. 19:00 |

| Viktoria Plzeň                     | 4–0               | Hapóél Tel-Aviv |
| ---------------------------------- | ----------------- | --------------- |
| Kolář 23' 76' Štípek 39' Bakoš 84' | (2–0) Jegyzőkönyv |                 |

| Stadion města Plzně, Plzeň Játékvezető: Stanislav Todorov (bolgár) |

| 2012. november 22. 21:05 |

| Atlético de Madrid | 1–0               | Hapóél Tel-Aviv |
| ------------------ | ----------------- | --------------- |
| García 7'          | (1–0) Jegyzőkönyv |                 |

| Vicente Calderón Stadion, Madrid Játékvezető: Martin Hansson (svéd) |

| 2012. november 22. 21:05 |

| Académica de Coimbra  | 1–1               | Viktoria Plzeň         |
| --------------------- | ----------------- | ---------------------- |
| Edinho 88' (11-esből) | (0–0) Jegyzőkönyv | Horváth 57' (11-esből) |

| Estádio Cidade de Coimbra, Coimbra Játékvezető: Marcin Borski (lengyel) |

| 2012. december 6. 19:00 |

| Hapóél Tel-Aviv     | 2–0               | Académica de Coimbra |
| ------------------- | ----------------- | -------------------- |
| Merey 56' Maman 80' | (0–0) Jegyzőkönyv |                      |

| Bloomfield Stadion, Tel-Aviv Játékvezető: Aleksei Nikolaev (orosz) |

| 2012. december 6. 19:00 |

| Viktoria Plzeň | 1–0               | Atlético de Madrid |
| -------------- | ----------------- | ------------------ |
| Procházka 26'  | (1–0) Jegyzőkönyv |                    |

| Stadion města Plzně, Plzeň Játékvezető: Kristinn Jakobsson (izlandi) |

### C csoport
| Csapat                   | M | Gy | D | V | G+ | G– | Gk | P  |
| ------------------------ | - | -- | - | - | -- | -- | -- | -- |
| Fenerbahçe               | 6 | 4  | 1 | 1 | 10 | 7  | +3 | 13 |
| Borussia Mönchengladbach | 6 | 3  | 2 | 1 | 11 | 6  | +5 | 11 |
| Olympique de Marseille   | 6 | 1  | 2 | 3 | 9  | 11 | –2 | 5  |
| AÉ Lemeszú               | 6 | 1  | 1 | 4 | 4  | 10 | –6 | 4  |

|                          | MAR | FEN | MÖN | LEM |
| ------------------------ | --- | --- | --- | --- |
| Olympique de Marseille   |     | 0–1 | 2–2 | 5–1 |
| Fenerbahçe               | 2–2 |     | 0–3 | 2–0 |
| Borussia Mönchengladbach | 2–0 | 2–4 |     | 2–0 |
| AÉ Lemeszú               | 3–0 | 0–1 | 0–0 |     |

| 2012. szeptember 20. 19:00 |

| AÉ Lemeszú | 0–0         | Borussia Mönchengladbach |
| ---------- | ----------- | ------------------------ |
|            | Jegyzőkönyv |                          |

| GSZP Stadion, Nicosia1 Játékvezető: Duarte Gomes (portugál) |

| 2012. szeptember 20. 19:00 |

| Fenerbahçe         | 2–2               | Olympique de Marseille     |
| ------------------ | ----------------- | -------------------------- |
| Erkin 28' Alex 57' | (1–0) Jegyzőkönyv | Valbuena 83' A. Ayew 90+4' |

| Şükrü Saracoğlu Stadion, Isztambul Játékvezető: Ivan Bebek (horvát) |

| 2012. október 4. 21:05 |

| Olympique de Marseille                         | 5–1               | AÉ Lemeszú |
| ---------------------------------------------- | ----------------- | ---------- |
| Fanni 42' Mendes 61' Rémy 76' 90+3' Gignac 90' | (1–1) Jegyzőkönyv | Ouon 22'   |

| Stade Vélodrome, Marseille Játékvezető: Tony Asumaa (finn) |

| 2012. október 4. 21:05 |

| Borussia Mönchengladbach      | 2–4               | Fenerbahçe                                  |
| ----------------------------- | ----------------- | ------------------------------------------- |
| L. de Jong 18' de Camargo 74' | (1–2) Jegyzőkönyv | Cristian 25' 87' Raul Meireles 40' Kuyt 71' |

| Borussia-Park Stadion, Mönchengladbach Játékvezető: Fernando Teixeira Vitienes (spanyol) |

| 2012. október 25. 21:05 |

| Borussia Mönchengladbach       | 2–0               | Olympique de Marseille |
| ------------------------------ | ----------------- | ---------------------- |
| Daems 33' (11-esből) Mlapa 67' | (1–0) Jegyzőkönyv |                        |

| Borussia-Park Stadion, Mönchengladbach Játékvezető: Serge Gumienny (belga) |

| 2012. október 25. 21:05 |

| AÉ Lemeszú | 0–1               | Fenerbahçe  |
| ---------- | ----------------- | ----------- |
|            | (0–0) Jegyzőkönyv | Korkmaz 72' |

| GSZP Stadion, Nicosia1 Játékvezető: Alexandru Dan Tudor (román) |

| 2012. november 8. 19:00 |

| Olympique de Marseille | 2–2               | Borussia Mönchengladbach |
| ---------------------- | ----------------- | ------------------------ |
| Barton 54' J. Ayew 67' | (0–1) Jegyzőkönyv | Hanke 20' Arango 90+3'   |

| Stade Vélodrome, Marseille Játékvezető: Ivan Kružliak (szlovák) |

| 2012. november 8. 19:00 |

| Fenerbahçe       | 2–0               | AÉ Lemeszú |
| ---------------- | ----------------- | ---------- |
| Kuyt 11' Sow 41' | (2–0) Jegyzőkönyv |            |

| Şükrü Saracoğlu Stadion, Isztambul Játékvezető: Kristinn Jakobsson (izlandi) |

| 2012. november 22. 21:05 |

| Borussia Mönchengladbach | 2–0               | AÉ Lemeszú |
| ------------------------ | ----------------- | ---------- |
| de Camargo 79' 90+1'     | (0–0) Jegyzőkönyv |            |

| Borussia-Park Stadion, Mönchengladbach Játékvezető: Bobby Madden (skót) |

| 2012. november 22. 21:05 |

| Olympique de Marseille | 0–1               | Fenerbahçe  |
| ---------------------- | ----------------- | ----------- |
|                        | (0–1) Jegyzőkönyv | İrtegün 39' |

| Stade Vélodrome, Marseille Játékvezető: Martin Atkinson (angol) |

| 2012. december 6. 19:00 |

| AÉ Lemeszú                       | 3–0               | Olympique de Marseille |
| -------------------------------- | ----------------- | ---------------------- |
| Sá 41' Edmar 79' Dosa Júnior 82' | (1–0) Jegyzőkönyv |                        |

| GSZP Stadion, Nicosia1 Játékvezető: Robert Schörgenhofer (osztrák) |

| 2012. december 6. 19:00 |

| Fenerbahçe | 0–3               | Borussia Mönchengladbach                        |
| ---------- | ----------------- | ----------------------------------------------- |
|            | (0–2) Jegyzőkönyv | Ciğerci 23' Hanke 28' (11-esből) L. de Jong 79' |

| Şükrü Saracoğlu Stadion, Isztambul Játékvezető: Manuel De Sousa (portugál) |

Jegyzet
- 1. Az AÉ Lemeszú a hazai mérkőzéseit a limassoli Círio Stadion helyett Nicosiában a GSZP Stadionban játszotta.

### D csoport
| Csapat                | M | Gy | D | V | G+ | G– | Gk | P  |
| --------------------- | - | -- | - | - | -- | -- | -- | -- |
| Girondins de Bordeaux | 6 | 4  | 1 | 1 | 10 | 5  | +5 | 13 |
| Newcastle United      | 6 | 2  | 3 | 1 | 7  | 5  | +2 | 9  |
| Marítimo              | 6 | 1  | 3 | 2 | 4  | 6  | –2 | 6  |
| Club Brugge           | 6 | 1  | 1 | 4 | 6  | 11 | –5 | 4  |

|                       | BOR | BRU | NEW | MAR |
| --------------------- | --- | --- | --- | --- |
| Girondins de Bordeaux |     | 4–0 | 2–0 | 1–0 |
| Club Brugge           | 1–2 |     | 2–2 | 2–0 |
| Newcastle United      | 3–0 | 1–0 |     | 1–1 |
| Marítimo              | 1–1 | 2–1 | 0–0 |     |

| 2012. szeptember 20. 19:00 |

| Marítimo | 0–0         | Newcastle United |
| -------- | ----------- | ---------------- |
|          | Jegyzőkönyv |                  |

| Estádio dos Barreiros, Funchal Játékvezető: Robert Schörgenhofer (osztrák) |

| 2012. szeptember 20. 19:00 |

| Girondins de Bordeaux                               | 4–0               | Club Brugge |
| --------------------------------------------------- | ----------------- | ----------- |
| Sané 13' Gouffran 27' Engels 47' (öngól) Jussiê 66' | (2–0) Jegyzőkönyv |             |

| Stade Chaban Delmas, Bordeaux Játékvezető: Vladislav Bezborodov (orosz) |

| 2012. október 4. 21:05 |

| Club Brugge             | 2–0               | Marítimo |
| ----------------------- | ----------------- | -------- |
| Bacca 57' Vleminckx 71' | (0–0) Jegyzőkönyv |          |

| Jan Breydel Stadion, Brugge Játékvezető: Leontios Trattou (ciprusi) |

| 2012. október 4. 21:05 |

| Newcastle United                              | 3–0               | Girondins de Bordeaux |
| --------------------------------------------- | ----------------- | --------------------- |
| Sh. Ameobi 16' Henrique 40' (öngól) Cissé 49' | (2–0) Jegyzőkönyv |                       |

| St. James' Park, Newcastle upon Tyne Játékvezető: Antonio Mateu Lahoz (spanyol) |

| 2012. október 25. 21:05 |

| Newcastle United | 1–0               | Club Brugge |
| ---------------- | ----------------- | ----------- |
| Obertan 48'      | (0–0) Jegyzőkönyv |             |

| St. James' Park, Newcastle upon Tyne Játékvezető: Martin Hansson (svéd) |

| 2012. október 25. 21:05 |

| Marítimo    | 1–1               | Girondins de Bordeaux |
| ----------- | ----------------- | --------------------- |
| Roberge 36' | (1–1) Jegyzőkönyv | Gouffran 30'          |

| Estádio dos Barreiros, Funchal Játékvezető: Anasztásziosz Kákosz (görög) |

| 2012. november 8. 19:00 |

| Club Brugge                  | 2–2               | Newcastle United         |
| ---------------------------- | ----------------- | ------------------------ |
| Tričkovski 14' Jørgensen 19' | (2–2) Jegyzőkönyv | Anita 41' Sh. Ameobi 43' |

| Jan Breydel Stadion, Brugge Játékvezető: Luca Banti (olasz) |

| 2012. november 8. 19:00 |

| Girondins de Bordeaux | 1–0               | Marítimo |
| --------------------- | ----------------- | -------- |
| Bellion 16'           | (1–0) Jegyzőkönyv |          |

| Stade Chaban Delmas, Bordeaux Játékvezető: Gediminas Mažeika (litván) |

| 2012. november 22. 21:05 |

| Newcastle United | 1–1               | Marítimo    |
| ---------------- | ----------------- | ----------- |
| Marveaux 23'     | (1–0) Jegyzőkönyv | Fidélis 79' |

| St. James' Park, Newcastle upon Tyne Játékvezető: Danny Makkelie (holland) |

| 2012. november 22. 21:05 |

| Club Brugge   | 1–2               | Girondins de Bordeaux |
| ------------- | ----------------- | --------------------- |
| Lestienne 86' | (0–2) Jegyzőkönyv | Jussiê 3' 40'         |

| Jan Breydel Stadion, Brugge Játékvezető: Florian Meyer (német) |

| 2012. december 6. 19:00 |

| Marítimo               | 2–1               | Club Brugge             |
| ---------------------- | ----------------- | ----------------------- |
| Gonçalo 18' Héldon 87' | (1–0) Jegyzőkönyv | Refaelov 85' (11-esből) |

| Estádio dos Barreiros, Funchal Játékvezető: Serhiy Boiko (ukrán) |

| 2012. december 6. 19:00 |

| Girondins de Bordeaux | 2–0               | Newcastle United |
| --------------------- | ----------------- | ---------------- |
| Diabaté 29' 73'       | (1–0) Jegyzőkönyv |                  |

| Stade Chaban Delmas, Bordeaux Játékvezető: Menashe Masiah (izraeli) |

### E csoport
| Csapat           | M | Gy | D | V | G+ | G– | Gk | P  |
| ---------------- | - | -- | - | - | -- | -- | -- | -- |
| Steaua București | 6 | 3  | 2 | 1 | 9  | 9  | 0  | 11 |
| VfB Stuttgart    | 6 | 2  | 2 | 2 | 9  | 6  | +3 | 8  |
| FC København     | 6 | 2  | 2 | 2 | 5  | 6  | –1 | 8  |
| Molde FK         | 6 | 2  | 0 | 4 | 6  | 8  | –2 | 6  |

|                  | STU | KOB | STE | MOL |
| ---------------- | --- | --- | --- | --- |
| VfB Stuttgart    |     | 0–0 | 2–2 | 0–1 |
| FC København     | 0–2 |     | 1–1 | 2–1 |
| Steaua București | 1–5 | 1–0 |     | 2–0 |
| Molde FK         | 2–0 | 1–2 | 1–2 |     |

| 2012. szeptember 20. 19:00 |

| VfB Stuttgart               | 2–2               | Steaua București       |
| --------------------------- | ----------------- | ---------------------- |
| Ibišević 5' Niedermeier 85' | (1–1) Jegyzőkönyv | Chipciu 6' Rusescu 80' |

| Mercedes-Benz Arena, Stuttgart Játékvezető: Serge Gumienny (belga) |

| 2012. szeptember 20. 19:00 |

| FC København                | 2–1               | Molde FK    |
| --------------------------- | ----------------- | ----------- |
| Claudemir 20' Cornelius 74' | (1–1) Jegyzőkönyv | Diouf 45+1' |

| Parken Stadion, Koppenhága Játékvezető: Antti Munukka (finn) |

| 2012. október 4. 21:05 |

| Molde FK              | 2–0               | VfB Stuttgart |
| --------------------- | ----------------- | ------------- |
| Berget 58' Chukwu 88' | (0–0) Jegyzőkönyv |               |

| Aker Stadion, Molde Játékvezető: Kristo Tohver (észt) |

| 2012. október 4. 21:05 |

| Steaua București       | 1–0               | FC København |
| ---------------------- | ----------------- | ------------ |
| Sigurðsson 83' (öngól) | (0–0) Jegyzőkönyv |              |

| Nemzeti Stadion, Bukarest1 Játékvezető: Antonio Damato (olasz) |

| 2012. október 25. 21:05 |

| Steaua București          | 2–0               | Molde FK |
| ------------------------- | ----------------- | -------- |
| Chiricheș 30' Rusescu 32' | (2–0) Jegyzőkönyv |          |

| Nemzeti Stadion, Bukarest1 Játékvezető: Laurent Duhamel (francia) |

| 2012. október 25. 21:05 |

| VfB Stuttgart | 0–0         | FC København |
| ------------- | ----------- | ------------ |
|               | Jegyzőkönyv |              |

| Mercedes-Benz Arena, Stuttgart Játékvezető: Artur Soares (portugál) |

| 2012. november 8. 19:00 |

| Molde FK  | 1–2               | Steaua București            |
| --------- | ----------------- | --------------------------- |
| Chima 56' | (0–2) Jegyzőkönyv | Chipciu 21' Latovlevici 37' |

| Aker Stadion, Molde Játékvezető: István Vad (magyar) |

| 2012. november 8. 19:00 |

| FC København | 0–2               | VfB Stuttgart             |
| ------------ | ----------------- | ------------------------- |
|              | (0–0) Jegyzőkönyv | Ibišević 76' Harnik 90+2' |

| Parken Stadion, Koppenhága Játékvezető: Craig Thomson (skót) |

| 2012. november 22. 21:05 |

| Steaua București | 1–5               | VfB Stuttgart                                 |
| ---------------- | ----------------- | --------------------------------------------- |
| Costea 83'       | (0–4) Jegyzőkönyv | Tasci 5' Harnik 18' Sakai 23' Okazaki 31' 55' |

| Nemzeti Stadion, Bukarest1 Játékvezető: Michael Koukoulakis (görög) |

| 2012. november 22. 21:05 |

| Molde FK  | 1–2               | FC København                       |
| --------- | ----------------- | ---------------------------------- |
| Chima 62' | (0–1) Jegyzőkönyv | Santin 21' (11-esből) Gíslason 76' |

| Aker Stadion, Molde Játékvezető: Michael Oliver (angol) |

| 2012. december 6. 19:00 |

| VfB Stuttgart | 0–1               | Molde FK  |
| ------------- | ----------------- | --------- |
|               | (0–1) Jegyzőkönyv | Angan 45' |

| Mercedes-Benz Arena, Stuttgart Játékvezető: Kevin Blom (holland) |

| 2012. december 6. 19:00 |

| FC København | 1–1               | Steaua București |
| ------------ | ----------------- | ---------------- |
| Vetokele 87' | (0–0) Jegyzőkönyv | Rusescu 73'      |

| Parken Stadion, Koppenhága Játékvezető: Hüseyin Göçek (török) |

Jegyzet
- 1. A Steaua București a hazai mérkőzéseit a Steaua Stadion helyett a Nemzeti Stadionban játszotta.

### F csoport
| Csapat                   | M | Gy | D | V | G+ | G– | Gk | P  |
| ------------------------ | - | -- | - | - | -- | -- | -- | -- |
| Dnyipro Dnyipropetrovszk | 6 | 5  | 0 | 1 | 16 | 8  | +8 | 15 |
| SSC Napoli               | 6 | 3  | 0 | 3 | 12 | 12 | 0  | 9  |
| PSV Eindhoven            | 6 | 2  | 1 | 3 | 8  | 7  | +1 | 7  |
| AIK                      | 6 | 1  | 1 | 4 | 5  | 14 | –9 | 4  |

|                          | PSV | NAP | DNY | AIK |
| ------------------------ | --- | --- | --- | --- |
| PSV Eindhoven            |     | 3–0 | 1–2 | 1–1 |
| SSC Napoli               | 1–3 |     | 4–2 | 4–0 |
| Dnyipro Dnyipropetrovszk | 2–0 | 3–1 |     | 4–0 |
| AIK                      | 1–0 | 1–2 | 2–3 |     |

| 2012. szeptember 20. 19:00 |

| Dnyipro Dnyipropetrovszk           | 2–0               | PSV Eindhoven |
| ---------------------------------- | ----------------- | ------------- |
| Matheus 50' Hutchinson 58' (öngól) | (0–0) Jegyzőkönyv |               |

| Dnyipro Stadion, Dnyipropetrovszk Játékvezető: Miroslav Zelinka (cseh) |

| 2012. szeptember 20. 19:00 |

| SSC Napoli                       | 4–0               | AIK |
| -------------------------------- | ----------------- | --- |
| Vargas 6' 46' 69' Džemaili 90+1' | (1–0) Jegyzőkönyv |     |

| San Paolo stadion, Nápoly Játékvezető: Clément Turpin (francia) |

| 2012. október 4. 21:05 |

| AIK                        | 2–3               | Dnyipro Dnyipropetrovszk               |
| -------------------------- | ----------------- | -------------------------------------- |
| Daníelsson 5' Goitom 45+1' | (2–1) Jegyzőkönyv | Kalinić 41' Mandzyuk 74' Seleznyov 83' |

| Råsunda Stadion, Solna Játékvezető: Ivan Kružliak (szlovák) |

| 2012. október 4. 21:05 |

| PSV Eindhoven                    | 3–0               | SSC Napoli |
| -------------------------------- | ----------------- | ---------- |
| Lens 19' Mertens 41' Marcelo 52' | (2–0) Jegyzőkönyv |            |

| Philips Stadion, Eindhoven Játékvezető: Alexandru Tudor (román) |

| 2012. október 25. 21:05 |

| PSV Eindhoven | 1–1               | AIK          |
| ------------- | ----------------- | ------------ |
| Lens 80'      | (0–0) Jegyzőkönyv | Karikari 61' |

| Philips Stadion, Eindhoven Játékvezető: Emir Alečković (bosnyák) |

| 2012. október 25. 21:05 |

| Dnyipro Dnyipropetrovszk              | 3–1               | SSC Napoli     |
| ------------------------------------- | ----------------- | -------------- |
| Fedetskiy 2' Matheus 42' Giuliano 64' | (2–0) Jegyzőkönyv | Cavani 75' (1) |

| Dnyipro Stadion, Dnyipropetrovszk Játékvezető: Hüseyin Göçek (török) |

| 2012. november 8. 19:00 |

| AIK         | 1–0               | PSV Eindhoven |
| ----------- | ----------------- | ------------- |
| Bangura 12' | (1–0) Jegyzőkönyv |               |

| Råsunda Stadion, Solna Játékvezető: Maksim Layushkin (orosz) |

| 2012. november 8. 19:00 |

| SSC Napoli              | 4–2               | Dnyipro Dnyipropetrovszk  |
| ----------------------- | ----------------- | ------------------------- |
| Cavani 7' 77' 88' 90+3' | (1–1) Jegyzőkönyv | Fedetskiy 34' Zozulya 52' |

| San Paolo stadion, Nápoly Játékvezető: Alon Yefet (izraeli) |

| 2012. november 22. 21:05 |

| PSV Eindhoven | 1–2               | Dnyipro Dnyipropetrovszk      |
| ------------- | ----------------- | ----------------------------- |
| Wijnaldum 18' | (1–1) Jegyzőkönyv | Seleznyov 24' Konopljanka 74' |

| Philips Stadion, Eindhoven Játékvezető: Carlos Clos Gómez (spanyol) |

| 2012. november 22. 21:05 |

| AIK            | 1–2               | SSC Napoli                           |
| -------------- | ----------------- | ------------------------------------ |
| Daníelsson 35' | (1–1) Jegyzőkönyv | Džemaili 20' Cavani 90+3' (11-esből) |

| Råsunda Stadion, Solna Játékvezető: Ovidiu Hațegan (román) |

| 2012. december 6. 19:00 |

| Dnyipro Dnyipropetrovszk                              | 4–0               | AIK |
| ----------------------------------------------------- | ----------------- | --- |
| Kalinić 20' (11-esből) Zozulya 39' 52' Kravchenko 86' | (2–0) Jegyzőkönyv |     |

| Dnyipro Stadion, Dnyipropetrovszk Játékvezető: Stephan Studer (svájci) |

| 2012. december 6. 19:00 |

| SSC Napoli | 1–3               | PSV Eindhoven      |
| ---------- | ----------------- | ------------------ |
| Cavani 18' | (1–2) Jegyzőkönyv | Matavž 30' 41' 60' |

| San Paolo stadion, Nápoly Játékvezető: Mike Dean (angol) |

### G csoport
| Csapat      | M | Gy | D | V | G+ | G– | Gk | P  |
| ----------- | - | -- | - | - | -- | -- | -- | -- |
| KRC Genk    | 6 | 3  | 3 | 0 | 9  | 4  | +5 | 12 |
| FC Basel    | 6 | 2  | 3 | 1 | 7  | 4  | +3 | 9  |
| Videoton    | 6 | 2  | 0 | 4 | 6  | 8  | –2 | 6  |
| Sporting CP | 6 | 1  | 2 | 3 | 4  | 10 | –6 | 5  |

|             | SPO | BAS | GEN | VID |
| ----------- | --- | --- | --- | --- |
| Sporting CP |     | 0–0 | 1–1 | 2–1 |
| FC Basel    | 3–0 |     | 2–2 | 1–0 |
| KRC Genk    | 2–1 | 0–0 |     | 3–0 |
| Videoton    | 3–0 | 2–1 | 0–1 |     |

| 2012. szeptember 20. 21:05 |

| KRC Genk                               | 3–0               | Videoton |
| -------------------------------------- | ----------------- | -------- |
| Vossen 22' Buffel 78' De Ceulaer 90+2' | (1–0) Jegyzőkönyv |          |

| Cristal Arena, Genk Játékvezető: Laurent Duhamel (francia) |

| 2012. szeptember 20. 21:05 |

| Sporting CP | 0–0         | FC Basel |
| ----------- | ----------- | -------- |
|             | Jegyzőkönyv |          |

| Estádio José Alvalade, Lisszabon Játékvezető: Álón Jefet (izraeli) |

| 2012. október 4. 19:00 |

| FC Basel                    | 2–2               | KRC Genk       |
| --------------------------- | ----------------- | -------------- |
| Streller 71' (11-esből) 85' | (0–2) Jegyzőkönyv | Vossen 10' 38' |

| St. Jakob-Park, Bázel Játékvezető: Bülent Yıldırım |

| 2012. október 4. 19:00 |

| Videoton                               | 3–0               | Sporting CP |
| -------------------------------------- | ----------------- | ----------- |
| Vinícius 15' Oliveira 21' Nikolics 35' | (3–0) Jegyzőkönyv |             |

| Sóstói Stadion, Székesfehérvár Játékvezető: Kristinn Jakobsson (izlandi) |

| 2012. október 25. 19:00 |

| Videoton                           | 2–1               | FC Basel    |
| ---------------------------------- | ----------------- | ----------- |
| Schär 2' (öngól) Marco Caneira 33' | (2–0) Jegyzőkönyv | Schär 90+1' |

| Sóstói Stadion, Székesfehérvár Játékvezető: Miroslav Zelinka (cseh) |

| 2012. október 25. 19:00 |

| KRC Genk                 | 2–1               | Sporting CP |
| ------------------------ | ----------------- | ----------- |
| De Ceulaer 25' Barda 88' | (1–1) Jegyzőkönyv | Schaars 7'  |

| Cristal Arena, Genk Játékvezető: Szymon Marciniak (lengyel) |

| 2012. november 8. 21:05 |

| FC Basel     | 1–0               | Videoton |
| ------------ | ----------------- | -------- |
| Streller 80' | (0–0) Jegyzőkönyv |          |

| St. Jakob-Park, Bázel Játékvezető: Yevhen Aranovskiy (ukrán) |

| 2012. november 8. 21:05 |

| Sporting CP         | 1–1               | KRC Genk   |
| ------------------- | ----------------- | ---------- |
| Van Wolfswinkel 64' | (0–0) Jegyzőkönyv | Plet 90+1' |

| Estádio José Alvalade, Lisszabon Játékvezető: Stefan Johannesson (svéd) |

| 2012. november 22. 19:00 |

| Videoton | 0–1               | KRC Genk  |
| -------- | ----------------- | --------- |
|          | (0–1) Jegyzőkönyv | Barda 19' |

| Sóstói Stadion, Székesfehérvár Játékvezető: Liran Liany (izraeli) |

| 2012. november 22. 19:00 |

| FC Basel                        | 3–0               | Sporting CP |
| ------------------------------- | ----------------- | ----------- |
| Schär 23' Stocker 66' Degen 71' | (1–0) Jegyzőkönyv |             |

| St. Jakob-Park, Bázel Játékvezető: Paolo Valeri (olasz) |

| 2012. december 6. 21:05 |

| KRC Genk | 0–0         | FC Basel |
| -------- | ----------- | -------- |
|          | Jegyzőkönyv |          |

| Cristal Arena, Genk Játékvezető: Mark Clattenburg (angol) |

| 2012. december 7. 21:05 |

| Sporting CP          | 2–1               | Videoton              |
| -------------------- | ----------------- | --------------------- |
| Labyad 65' Viola 82' | (0–0) Jegyzőkönyv | Sándor 80' (11-esből) |

| Estádio José Alvalade, Lisszabon Játékvezető: Michael Koukoulakis (görög) |

- A mérkőzést eredetileg december 6-án játszották volna, azonban a pálya használhatatlansága miatt másnapra halasztották.[1]

### H csoport
| Csapat         | M | Gy | D | V | G+ | G– | Gk | P  |
| -------------- | - | -- | - | - | -- | -- | -- | -- |
| Rubin Kazany   | 6 | 4  | 2 | 0 | 10 | 3  | +7 | 14 |
| Internazionale | 6 | 3  | 2 | 1 | 11 | 9  | +2 | 11 |
| Partizan       | 6 | 0  | 3 | 3 | 3  | 8  | –5 | 3  |
| Neftçi         | 6 | 0  | 3 | 3 | 4  | 8  | –4 | 3  |

|                | INT | RUB | PAR | NEF |
| -------------- | --- | --- | --- | --- |
| Internazionale |     | 2–2 | 1–0 | 2–2 |
| Rubin Kazany   | 3–0 |     | 2–0 | 1–0 |
| Partizan       | 1–3 | 1–1 |     | 0–0 |
| Neftçi         | 1–3 | 0–1 | 1–1 |     |

| 2012. szeptember 20. 21:05 |

| Internazionale            | 2–2               | Rubin Kazany              |
| ------------------------- | ----------------- | ------------------------- |
| Livaja 39' Nagatomo 90+2' | (1–1) Jegyzőkönyv | Ryazantsev 17' Rondón 84' |

| Giuseppe Meazza Stadion, Milánó Játékvezető: Deniz Aytekin (német) |

| 2012. szeptember 20. 21:05 |

| Partizan | 0–0         | Neftçi |
| -------- | ----------- | ------ |
|          | Jegyzőkönyv |        |

| Partizan Stadion, Belgrád Játékvezető: Libor Kovařík (cseh) |

| 2012. október 4. 18:00 |

| Neftçi      | 1–3               | Internazionale                   |
| ----------- | ----------------- | -------------------------------- |
| Canales 53' | (0–3) Jegyzőkönyv | Coutinnho 10' Obi 30' Livaja 42' |

| Tofik Bahramov Stadion, Bakı Játékvezető: Kevin Blom (holland) |

| 2012. október 4. 18:00 |

| Rubin Kazany                 | 2–0               | Partizan |
| ---------------------------- | ----------------- | -------- |
| Karadeniz 45' Ryazantsev 48' | (1–0) Jegyzőkönyv |          |

| Központi Stadion, Kazany Játékvezető: Anasztásziosz Kákosz (görög) |

| 2012. október 25. 18:00 |

| Rubin Kazany | 1–0               | Neftçi |
| ------------ | ----------------- | ------ |
| Kasaev 16'   | (1–0) Jegyzőkönyv |        |

| Központi Stadion, Kazany Játékvezető: Kenn Hansen (dán) |

| 2012. október 25. 19:00 |

| Internazionale | 1–0               | Partizan |
| -------------- | ----------------- | -------- |
| Palacio 88'    | (0–0) Jegyzőkönyv |          |

| Giuseppe Meazza Stadion, Milánó Játékvezető: Liran Liany (izraeli) |

| 2012. november 8. 21:05 |

| Neftçi | 0–1               | Rubin Kazany |
| ------ | ----------------- | ------------ |
|        | (0–1) Jegyzőkönyv | Dyadyun 16'  |

| Tofik Bahramov Stadion, Bakı Játékvezető: Manuel De Sousa (portugál) |

| 2012. november 8. 21:05 |

| Partizan    | 1–3               | Internazionale             |
| ----------- | ----------------- | -------------------------- |
| Tomić 90+1' | (0–0) Jegyzőkönyv | Palacio 51' 75' Guarín 87' |

| Partizan Stadion, Belgrád Játékvezető: Manuel De Sousa (portugál) |

| 2012. november 22. 18:00 |

| Rubin Kazany                  | 3–0               | Internazionale |
| ----------------------------- | ----------------- | -------------- |
| Karadeniz 2' Rondón 85' 90+2' | (1–0) Jegyzőkönyv |                |

| Központi Stadion, Kazany Játékvezető: Tommy Skjerven (norvég) |

| 2012. november 22. 19:00 |

| Neftçi       | 1–1               | Partizan     |
| ------------ | ----------------- | ------------ |
| Flavinho 10' | (1–0) Jegyzőkönyv | Mitrović 67' |

| Tofik Bahramov Stadion, Bakı Játékvezető: Simon Lee Evans (walesi) |

| 2012. december 6. 21:05 |

| Internazionale | 2–2               | Neftçi                  |
| -------------- | ----------------- | ----------------------- |
| Livaja 9' 54'  | (1–0) Jegyzőkönyv | Sadigov 52' Canales 89' |

| Giuseppe Meazza Stadion, Milánó Játékvezető: Emir Alečković (bosznia-hercegovinai) |

| 2012. december 6. 21:05 |

| Partizan        | 1–1               | Rubin Kazany |
| --------------- | ----------------- | ------------ |
| S. Marković 53' | (0–0) Jegyzőkönyv | Rondón 59'   |

| Partizan Stadion, Belgrád Játékvezető: Martin Strömbergsson (svéd) |

### I csoport
| Csapat             | M | Gy | D | V | G+ | G– | Gk | P  |
| ------------------ | - | -- | - | - | -- | -- | -- | -- |
| Olympique Lyonnais | 6 | 5  | 1 | 0 | 14 | 8  | +6 | 16 |
| Sparta Praha       | 6 | 2  | 3 | 1 | 9  | 6  | +3 | 9  |
| Athletic Bilbao    | 6 | 1  | 2 | 3 | 7  | 9  | –2 | 5  |
| Íróní Kirjat Smóná | 6 | 0  | 2 | 4 | 6  | 13 | –7 | 2  |

|                    | LYO | BIL | PRA | KIR |
| ------------------ | --- | --- | --- | --- |
| Olympique Lyonnais |     | 2–1 | 2–1 | 2–0 |
| Athletic Bilbao    | 2–3 |     | 0–0 | 1–1 |
| Sparta Praha       | 1–1 | 3–1 |     | 3–1 |
| Íróní Kirjat Smóná | 3–4 | 0–2 | 1–1 |     |

| 2012. szeptember 20. 21:05 |

| Olympique Lyonnais           | 2–1               | Sparta Praha |
| ---------------------------- | ----------------- | ------------ |
| Gomis 59' Lisandro López 62' | (0–0) Jegyzőkönyv | Krejčí 77'   |

| Stade de Gerland, Lyon Játékvezető: Serhiy Boiko (ukrán) |

| 2012. szeptember 20. 21:05 |

| Athletic Bilbao | 1–1               | Íróní Kirjat Smóná |
| --------------- | ----------------- | ------------------ |
| Susaeta 40'     | (1–1) Jegyzőkönyv | Rochet 14'         |

| San Mamés Stadion, Bilbao Játékvezető: Simon Lee Evans (walesi) |

| 2012. október 4. 19:00 |

| Íróní Kirjat Smóná                    | 3–4               | Olympique Lyonnais                         |
| ------------------------------------- | ----------------- | ------------------------------------------ |
| Abuhatzira 7' 66' (11-esből) Levi 51' | (1–3) Jegyzőkönyv | Fofana 17' 90+2' Monzón 22' Réveillère 31' |

| Kiryat Eliezer Stadion, Haifa Játékvezető: Artur Soares |

| 2012. október 4. 19:00 |

| Sparta Praha                                    | 3–1               | Athletic Bilbao |
| ----------------------------------------------- | ----------------- | --------------- |
| Zápotočný 26' Balaj 41' Hušbauer 56' (11-esből) | (2–0) Jegyzőkönyv | de Marcos 73'   |

| Generali Arena, Prága Játékvezető: Manuel de Sousa (portugál) |

| 2012. október 25. 19:00 |

| Sparta Praha                        | 3–1               | Íróní Kirjat Smóná |
| ----------------------------------- | ----------------- | ------------------ |
| Krejčí 7' V. Kadlec 10' Švejdík 44' | (3–0) Jegyzőkönyv | Abuhatzira 76'     |

| Generali Arena, Prága Játékvezető: Danny Makkelie (holland) |

| 2012. október 25. 19:00 |

| Olympique Lyonnais            | 2–1               | Athletic Bilbao |
| ----------------------------- | ----------------- | --------------- |
| Lisandro López 54' Briand 86' | (0–0) Jegyzőkönyv | Gómez 79'       |

| Stade de Gerland, Lyon Játékvezető: Andre Marriner (angol) |

| 2012. november 8. 21:05 |

| Íróní Kirjat Smóná | 1–1               | Sparta Praha |
| ------------------ | ----------------- | ------------ |
| Tasevski 3'        | (1–1) Jegyzőkönyv | Kweuke 24'   |

| Kiryat Eliezer Stadion, Haifa Játékvezető: Aleksei Kulbakov (fehérorosz) |

| 2012. november 8. 21:05 |

| Athletic Bilbao                   | 2–3               | Olympique Lyonnais                     |
| --------------------------------- | ----------------- | -------------------------------------- |
| Herrera 48' Aduriz 55' (11-esből) | (0–2) Jegyzőkönyv | Gomis 22' Gourcuff 45+1' Lacazette 63' |

| San Mamés Stadion, Bilbao Játékvezető: Pol van Boekel (holland) |

| 2012. november 22. 19:00 |

| Sparta Praha | 1–1               | Olympique Lyonnais |
| ------------ | ----------------- | ------------------ |
| Hušbauer 53' | (0–0) Jegyzőkönyv | Benzia 46'         |

| Generali Arena, Prága Játékvezető: Anasztásziosz Kákosz (görög) |

| 2012. november 28. 19:00 |

| Íróní Kirjat Smóná | 0–2               | Athletic Bilbao          |
| ------------------ | ----------------- | ------------------------ |
|                    | (0–1) Jegyzőkönyv | Llorente 34' Toquero 76' |

| Kiryat Eliezer Stadion, Haifa Játékvezető: Rene Eisner (osztrák) |

- A mérkőzést eredetileg november 22-én játszották volna, de a gázai övezeti konfliktus miatt elmaradt.[2]

| 2012. december 6. 21:05 |

| Olympique Lyonnais  | 2–0               | Íróní Kirjat Smóná |
| ------------------- | ----------------- | ------------------ |
| Sarr 15' Benzia 58' | (1–0) Jegyzőkönyv |                    |

| Stade de Gerland, Lyon Játékvezető: Halis Özkahya (török) |

| 2012. december 6. 21:05 |

| Athletic Bilbao | 0–0         | Sparta Praha |
| --------------- | ----------- | ------------ |
|                 | Jegyzőkönyv |              |

| San Mamés Stadion, Bilbao Játékvezető: Sébastien Delferiere (belga) |

- 1: Az Íróní Kirjat Smóná a hazai mérkőzéseit a Kiryat Eliezer Stadionban játszotta, Haifában a saját, Municipal Stadion, Kirjat Smóná helyett.

### J csoport
| Csapat            | M | Gy | D | V | G+ | G– | Gk | P  |
| ----------------- | - | -- | - | - | -- | -- | -- | -- |
| Lazio             | 6 | 3  | 3 | 0 | 9  | 2  | +7 | 12 |
| Tottenham Hotspur | 6 | 2  | 4 | 0 | 8  | 4  | +4 | 10 |
| Panathinaikósz    | 6 | 1  | 2 | 3 | 4  | 11 | –7 | 5  |
| NK Maribor        | 6 | 1  | 1 | 4 | 6  | 10 | –4 | 4  |

|                   | TOT | PAN | LAZ | MAR |
| ----------------- | --- | --- | --- | --- |
| Tottenham Hotspur |     | 3–1 | 0–0 | 3–1 |
| Panathinaikósz    | 1–1 |     | 1–1 | 1–0 |
| Lazio             | 0–0 | 3–0 |     | 1–0 |
| NK Maribor        | 1–1 | 3–0 | 1–4 |     |

| 2012. szeptember 20. 21:05 |

| NK Maribor                                   | 3–0               | Panathinaikósz |
| -------------------------------------------- | ----------------- | -------------- |
| Berić 25' Ibraimi 62' Tavares 88' (11-esből) | (1–0) Jegyzőkönyv |                |

| Stadion Ljudski vrt, Maribor Játékvezető: Alan Kelly (ír) |

| 2012. szeptember 20. 21:05 |

| Tottenham Hotspur | 0–0         | Lazio |
| ----------------- | ----------- | ----- |
|                   | Jegyzőkönyv |       |

| White Hart Lane, London Játékvezető: Ovidiu Hațegan (román) |

| 2012. október 4. 19:00 |

| Lazio       | 1–0               | NK Maribor |
| ----------- | ----------------- | ---------- |
| Ederson 62' | (0–0) Jegyzőkönyv |            |

| Stadio Olimpico, Róma Játékvezető: Szymon Marciniak (lengyel) |

| 2012. október 4. 19:00 |

| Panathinaikósz | 1–1               | Tottenham Hotspur |
| -------------- | ----------------- | ----------------- |
| Toché 79'      | (0–1) Jegyzőkönyv | Dawson 35'        |

| Olimpiai Stadion, Athén Játékvezető: Florian Meyer (német) |

| 2012. október 25. 19:00 |

| Panathinaikósz | 1–1               | Lazio                    |
| -------------- | ----------------- | ------------------------ |
| Toché 90+1'    | (0–1) Jegyzőkönyv | Szeitarídisz 25' (öngól) |

| Olimpiai Stadion, Athén Játékvezető: Carlos Clos Gómez (spanyol) |

| 2012. október 25. 19:00 |

| NK Maribor | 1–1               | Tottenham Hotspur |
| ---------- | ----------------- | ----------------- |
| Berić 42'  | (1–0) Jegyzőkönyv | Sigurðsson 58'    |

| Stadion Ljudski vrt, Maribor Játékvezető: Szergej Karaszjov (orosz) |

| 2012. november 8. 21:05 |

| Lazio                      | 3–0               | Panathinaikósz |
| -------------------------- | ----------------- | -------------- |
| Kozák 23' 40' Floccari 59' | (2–0) Jegyzőkönyv |                |

| Stadio Olimpico, Róma Játékvezető: Robert Schörgenhofer (osztrák) |

| 2012. november 8. 21:05 |

| Tottenham Hotspur | 3–1               | NK Maribor |
| ----------------- | ----------------- | ---------- |
| Defoe 22' 49' 77' | (1–1) Jegyzőkönyv | Berić 40'  |

| White Hart Lane, London Játékvezető: Antti Munukka (finn) |

| 2012. november 22. 19:00 |

| Panathinaikósz        | 1–0               | NK Maribor |
| --------------------- | ----------------- | ---------- |
| Vitolo 67' (11-esből) | (0–0) Jegyzőkönyv |            |

| Olimpiai Stadion, Athén Játékvezető: Laurent Duhamel (francia) |

| 2012. november 22. 19:00 |

| Lazio | 0–0         | Tottenham Hotspur |
| ----- | ----------- | ----------------- |
|       | Jegyzőkönyv |                   |

| Stadio Olimpico, Róma Játékvezető: Fernando Teixeira Vitienes (spanyol) |

| 2012. december 6. 21:05 |

| NK Maribor  | 1–4               | Lazio                               |
| ----------- | ----------------- | ----------------------------------- |
| Tavares 84' | (0–3) Jegyzőkönyv | Kozák 16' Radu 32' Floccari 38' 51' |

| Stadion Ljudski vrt, Maribor Játékvezető: Vad István (magyar) |

| 2012. december 6. 21:05 |

| Tottenham Hotspur                            | 3–1               | Panathinaikósz |
| -------------------------------------------- | ----------------- | -------------- |
| Adebayor 28' Karnézisz 76' (öngól) Defoe 82' | (1–0) Jegyzőkönyv | Zeca 54'       |

| White Hart Lane, London Játékvezető: Paweł Gil (lengyel) |

### K csoport
| Csapat           | M | Gy | D | V | G+ | G– | Gk  | P  |
| ---------------- | - | -- | - | - | -- | -- | --- | -- |
| Metaliszt Harkiv | 6 | 4  | 1 | 1 | 9  | 3  | +6  | 13 |
| Bayer Leverkusen | 6 | 4  | 1 | 1 | 9  | 2  | +7  | 13 |
| Rosenborg        | 6 | 2  | 0 | 4 | 7  | 10 | –3  | 6  |
| Rapid Wien       | 6 | 1  | 0 | 5 | 4  | 14 | –10 | 3  |

|                  | LEV | HAR | ROS | RAP |
| ---------------- | --- | --- | --- | --- |
| Bayer Leverkusen |     | 0–0 | 1–0 | 3–0 |
| Metaliszt Harkiv | 2–0 |     | 3–1 | 2–0 |
| Rosenborg        | 0–1 | 1–2 |     | 3–2 |
| Rapid Wien       | 0–4 | 1–0 | 1–2 |     |

| 2012. szeptember 20. 21:05 |

| Rapid Wien | 1–2               | Rosenborg                  |
| ---------- | ----------------- | -------------------------- |
| Katzer 66' | (0–1) Jegyzőkönyv | Elyounoussi 19' Dorsin 60' |

| Ernst-Happel-Stadion, Bécs1 Nézőszám: 2 Játékvezető: Stanislav Todorov (bolgár) |

| 2012. szeptember 20. 21:05 |

| Bayer Leverkusen | 0–0         | Metaliszt Harkiv |
| ---------------- | ----------- | ---------------- |
|                  | Jegyzőkönyv |                  |

| BayArena, Leverkusen Játékvezető: Martin Hansson (svéd) |

| 2012. október 4. 19:00 |

| Metaliszt Harkiv     | 2–0               | Rapid Wien |
| -------------------- | ----------------- | ---------- |
| Edmar 66' Xavier 80' | (0–0) Jegyzőkönyv |            |

| Metaliszt Stadion, Harkiv Játékvezető: Menashe Masiah (izraeli) |

| 2012. október 4. 19:00 |

| Rosenborg | 0–1               | Bayer Leverkusen |
| --------- | ----------------- | ---------------- |
|           | (0–0) Jegyzőkönyv | Kießling 76'     |

| Lerkendal Stadion, Trondheim Játékvezető: Michael Oliver (angol) |

| 2012. október 25. 19:00 |

| Rosenborg       | 1–2               | Metaliszt Harkiv              |
| --------------- | ----------------- | ----------------------------- |
| Elyounoussi 46' | (0–0) Jegyzőkönyv | Marlos 81' Cleiton Xavier 89' |

| Lerkendal Stadion, Trondheim Játékvezető: Olegário Benquerença (portugál) |

| 2012. október 25. 19:00 |

| Rapid Wien | 0–4               | Bayer Leverkusen                              |
| ---------- | ----------------- | --------------------------------------------- |
|            | (0–1) Jegyzőkönyv | Wollscheid 37' Castro 56' 90+2' Bellarabi 59' |

| Ernst-Happel-Stadion, Bécs1 |

| 2012. november 8. 21:05 |

| Metaliszt Harkiv                          | 3–1               | Rosenborg  |
| ----------------------------------------- | ----------------- | ---------- |
| Taison 4' Cleiton Xavier 70' Torres 90+3' | (1–1) Jegyzőkönyv | Dočkal 42' |

| Metaliszt Stadion, Harkiv Játékvezető: Matej Jug (szlovén) |

| 2012. november 8. 21:05 |

| Bayer Leverkusen                      | 3–0               | Rapid Wien |
| ------------------------------------- | ----------------- | ---------- |
| Hegeler 4' Schürrle 53' Friedrich 66' | (1–0) Jegyzőkönyv |            |

| BayArena, Leverkusen Játékvezető: Libor Kovařík (cseh) |

| 2012. november 22. 19:00 |

| Rosenborg                              | 3–2               | Rapid Wien             |
| -------------------------------------- | ----------------- | ---------------------- |
| Chibuike 28' Elyounoussi 76' Prica 79' | (1–0) Jegyzőkönyv | Schrammel 53' Boyd 66' |

| Lerkendal Stadion, Trondheim Játékvezető: Gediminas Mažeika (litván) |

| 2012. november 22. 19:00 |

| Metaliszt Harkiv                 | 2–0               | Bayer Leverkusen |
| -------------------------------- | ----------------- | ---------------- |
| Cristaldo 46' Cleiton Xavier 85' | (0–0) Jegyzőkönyv |                  |

| Metaliszt Stadion, Harkiv Játékvezető: Cristian Balaj (román) |

| 2012. december 6. 21:05 |

| Rapid Wien | 1–0               | Metaliszt Harkiv |
| ---------- | ----------------- | ---------------- |
| Alar 13'   | (1–0) Jegyzőkönyv |                  |

| Ernst-Happel-Stadion, Bécs1 Játékvezető: Hannes Kaasik (észt) |

| 2012. december 6. 21:05 |

| Bayer Leverkusen | 1–0               | Rosenborg |
| ---------------- | ----------------- | --------- |
| Riedel 65'       | (0–0) Jegyzőkönyv |           |

| BayArena, Leverkusen Játékvezető: Leontios Trattou (ciprusi) |

Jegyzet
- 1. A Rapid Wien a hazai mérkőzéseit a Gerhard Hanappi Stadion helyett az Ernst-Happel-Stadionban játszotta.

- 2. A Rapid Wien—Rosenborg mérkőzést zárt kapuk mögött játszották a Rapid Wien–PAOK, selejtezőbeli mérkőzés után kapott büntetés miatt.[3]

### L csoport
| Csapat          | M | Gy | D | V | G+ | G– | Gk | P  |
| --------------- | - | -- | - | - | -- | -- | -- | -- |
| Hannover 96     | 6 | 3  | 3 | 0 | 11 | 8  | +3 | 12 |
| Levante         | 6 | 3  | 2 | 1 | 10 | 5  | +5 | 11 |
| Helsingborgs IF | 6 | 1  | 1 | 4 | 9  | 12 | –3 | 4  |
| Twente          | 6 | 0  | 4 | 2 | 5  | 10 | –5 | 4  |

|                 | TWE | HAN | LEV | HEL |
| --------------- | --- | --- | --- | --- |
| Twente          |     | 2–2 | 0–0 | 2–2 |
| Hannover 96     | 0–0 |     | 2–1 | 3–2 |
| Levante         | 3–0 | 1–3 |     | 1–0 |
| Helsingborgs IF | 2–2 | 1–2 | 1–3 |     |

| 2012. szeptember 20. 21:05 |

| Levante      | 1–0               | Helsingborgs IF |
| ------------ | ----------------- | --------------- |
| Juanfran 40' | (1–0) Jegyzőkönyv |                 |

| Estadi Ciutat de València, Valencia Játékvezető: Aleksei Kulbakov (fehérorosz) |

| 2012. szeptember 20. 21:05 |

| Twente                | 2–2               | Hannover 96                       |
| --------------------- | ----------------- | --------------------------------- |
| Janssen 7' Chadli 54' | (1–0) Jegyzőkönyv | Sobiech 67' Wisgerhof 73' (öngól) |

| De Grolsch Veste, Enschede Játékvezető: Mike Dean (angol) |

| 2012. október 4. 19:00 |

| Hannover 96                        | 2–1               | Levante               |
| ---------------------------------- | ----------------- | --------------------- |
| Huszti 21' (11-esből) Ya Konan 49' | (0–0) Jegyzőkönyv | Míchel 10' (11-esből) |

| AWD-Arena, Hannover Játékvezető: Liran Liany (izraeli) |

| 2012. október 4. 19:00 |

| Helsingborgs IF | 2–2               | Twente                    |
| --------------- | ----------------- | ------------------------- |
| Đurđić 7' 43'   | (2–0) Jegyzőkönyv | Bengtsson 74' Douglas 88' |

| Olympiastadion, Helsingborg Játékvezető: Bobby Madden (skót) |

| 2012. október 25. 19:00 |

| Helsingborgs IF | 1–2               | Hannover 96              |
| --------------- | ----------------- | ------------------------ |
| Álvaro 90+1'    | (0–1) Jegyzőkönyv | Diouf 12' Ya Konan 90+3' |

| Olympiastadion, Helsingborg Játékvezető: Stephan Studer (svájci) |

| 2012. október 25. 19:00 |

| Levante                            | 3–0               | Twente |
| ---------------------------------- | ----------------- | ------ |
| Míchel 59' (11-esből) Ríos 78' 88' | (0–0) Jegyzőkönyv |        |

| Estadi Ciutat de València, Valencia Játékvezető: Vladislav Bezborodov (orosz) |

| 2012. november 8. 21:05 |

| Hannover 96                          | 3–2               | Helsingborgs IF       |
| ------------------------------------ | ----------------- | --------------------- |
| Diouf 3' 50' Huszti 90+1' (11-esből) | (1–0) Jegyzőkönyv | Đurđić 59' Bedoya 67' |

| AWD-Arena, Hannover Játékvezető: Fredy Fautrel (francia) |

| 2012. november 8. 21:05 |

| Twente | 0–0         | Levante |
| ------ | ----------- | ------- |
|        | Jegyzőkönyv |         |

| De Grolsch Veste, Enschede Játékvezető: Tony Chapron (francia) |

| 2012. november 22. 19:00 |

| Helsingborgs IF | 1–3               | Levante                      |
| --------------- | ----------------- | ---------------------------- |
| Sørum 89'       | (0–2) Jegyzőkönyv | Ángel 8' Diop 37' Iborra 81' |

| Olympiastadion, Helsingborg Játékvezető: Alan Kelly (ír) |

| 2012. november 22. 19:00 |

| Hannover 96 | 0–0               | Twente |
| ----------- | ----------------- | ------ |
|             | (0–0) Jegyzőkönyv |        |

| AWD-Arena, Hannover Játékvezető: Aleksei Kulbakov (fehérorosz) |

| 2012. december 6. 21:05 |

| Levante                | 2–2               | Hannover 96             |
| ---------------------- | ----------------- | ----------------------- |
| Ángel 49' Iborra 90+4' | (0–2) Jegyzőkönyv | Stindl 18' Ya Konan 26' |

| Estadi Ciutat de València, Valencia Játékvezető: Alexandru Tudor (román) |

| 2012. december 6. 21:05 |

| Twente    | 1–3               | Helsingborgs IF                |
| --------- | ----------------- | ------------------------------ |
| Tadić 74' | (0–2) Jegyzőkönyv | Đurđić 6' Bedoya 22' Sørum 67' |

| De Grolsch Veste, Enschede Játékvezető: Ilias Spathas (görög) |